# 32310 Asherwillner
32310 Asherwillner è un asteroide della fascia principale. Scoperto nel 2000, presenta un'orbita caratterizzata da un semiasse maggiore pari a 2,6006823 UA e da un'eccentricità di 0,1612641, inclinata di 3,43793° rispetto all'eclittica.